# Dęby Wolskie-Kolonia
Dęby Wolskie-Kolonia – wieś w Polsce położona w województwie łódzkim, w powiecie bełchatowskim, w gminie Rusiec.
| SIMC    | Nazwa | Rodzaj    |
| ------- | ----- | --------- |
| 0711586 | Kresy | część wsi |

W latach 1975–1998 miejscowość położona była w województwie sieradzkim.